# Fred Harder
Fred Harder (ur. 9 sierpnia 1892 roku w Detroit, zm. 17 marca 1956 roku w Daytonie) – amerykański kierowca wyścigowy.

## Kariera
W swojej karierze Harder startował głównie w Stanach Zjednoczonych w mistrzostwach AAA Championship Car oraz towarzyszącym mistrzostwom słynnym wyścigu Indianapolis 500, będącym w latach 1923-1930 jednym z wyścigów Grandes Épreuves. W 1924 roku w wyścigu Indianapolis 500 uplasował się na siedemnastej pozycji. W mistrzostwach AAA nie był klasyfikowany.